# Héctor Aramendi
Héctor Ricardo Aramendi Rueda (nacido el 27 de marzo de 1937 en Buenos Aires, Argentina) es un exfutbolista argentino. Jugaba de delantero y su primer club fue Huracán.

## Carrera
Comenzó su carrera en 1955 jugando para Huracán. Jugó para el club hasta 1959, cuando ese año se trasladó a España para formar parte del plantel de Real Valladolid, cuando rescindió su contrato en el año 1964. Ese año firma por el RCD Mallorca, en donde se mantiene hasta el año 1966. Ese año, Héctor formó parte del plantel del Xerez CD, en donde finalmente se retiró del fútbol profesional en el año 1967

## Clubes
| Club            | País      | Año       |
| --------------- | --------- | --------- |
| Huracán         | Argentina | 1955-1959 |
| Real Valladolid | España    | 1959-1964 |
| RCD Mallorca    | España    | 1964-1966 |
| Xerez CD        | España    | 1966-1967 |